# Hybrydoma
Hybrydoma – komórka będąca wynikiem fuzji komórkowej (połączenia ze sobą 2 komórek), wykazująca cechy obu komórek macierzystych. Hybrydomy są wykorzystywane do produkcji monoklonalnych przeciwciał.
Przykładem może być hybrydoma limfocytu z komórką nowotworową szpiczaka, która wykazuje zarówno właściwości immunologiczne limfocytu, jak i nieograniczone możliwości namnażania się szpiczaka.